# 香港經濟貿易辦事處 (中國內地)
香港駐內地經濟貿易辦事處（簡稱香港經貿辦（內地））是香港特別行政區政府政制及內地事務局轄下，常駐中國內地部分地方的辦事處，專責與香港有關的經濟及貿易等事務。
駐中國內地的經濟貿易辦事處與駐海外的有分別。駐京辦和香港駐內地經濟貿易辦事處隸屬政制及內地事務局，而駐海外經貿辦則隸屬商務及經濟發展局。
駐中國內地的香港經濟貿易辦事處原隸屬政制事務局，2007年7月1日決策局重組後劃入政制及內地事務局。

## 職能
辦事處的主要職能是為促進香港與外地在經濟及貿易上的聯繫及加強合作。此外，各經濟貿易辦事處設有入境事務組，向身處服務範圍內的香港人提供緊急支援服務。為進一步完善網絡，自2014年12月以來香港特區政府先後為相關駐中國內地辦事處開設共四個聯絡處，分別位於遼寧瀋陽、山東濟南、湖南長沙以及河南鄭州。在2017年中前將增設共四個聯絡處，分別位於天津、浙江杭州、廣西南寧及陝西西安，以達致每個駐中國內地辦事處下各設立兩個聯絡處的政策目標。
經貿辦主管以政務主任為主，並採用靈活職級審訂制度，容許部分政務官編配至較低級的職位，以採納更多人員擔任經貿辦主管工作。

## 辦事處

香港駐內地經濟貿易辦事處與聯絡處

| 辦事處                                 | 地點     | 官方網站連結                |
| -------------------------------------- | -------- | --------------------------- |
| 香港特別行政區政府駐粵經濟貿易辦事處   | 廣東廣州 | 廣東 （页面存档备份，存于） |
| 香港特別行政區政府駐粵經濟貿易辦事處   | 廣東深圳 | 屬聯絡處                    |
| 香港特別行政區政府駐粵經濟貿易辦事處   | 廣西南寧 | 屬聯絡處                    |
| 香港特別行政區政府駐粵經濟貿易辦事處   | 福建福州 | 屬聯絡處                    |
| 香港特別行政區政府駐上海經濟貿易辦事處 | 上海     | 上海 （页面存档备份，存于） |
| 香港特別行政區政府駐上海經濟貿易辦事處 | 山東濟南 | 屬聯絡處                    |
| 香港特別行政區政府駐上海經濟貿易辦事處 | 浙江杭州 | 屬聯絡處                    |
| 香港特別行政區政府駐成都經濟貿易辦事處 | 四川成都 | 成都 （页面存档备份，存于） |
| 香港特別行政區政府駐成都經濟貿易辦事處 | 重慶     | 屬聯絡處                    |
| 香港特別行政區政府駐成都經濟貿易辦事處 | 陝西西安 | 屬聯絡處                    |
| 香港特别行政区政府驻武汉经济贸易办事处 | 湖北武漢 | 武漢 （页面存档备份，存于） |
| 香港特别行政区政府驻武汉经济贸易办事处 | 湖南長沙 | 屬聯絡處                    |
| 香港特别行政区政府驻武汉经济贸易办事处 | 河南鄭州 | 屬聯絡處                    |

## 外部連結
- 香港政制及內地事務局 在臺灣及內地的辦事處網頁 （页面存档备份，存于）
- CB(1)290/13-14(07) 立法會工商事務委員會 設立香港駐武漢經濟貿易辦事處 （页面存档备份，存于）
- 立法會 CB(1)173/18-19(03)號文件 立法會工商事務委員會資料文件 香港駐海外經濟貿易辦事處工作報告 （页面存档备份，存于）
- 立法會 CB(1)173/18-19(04)號文件 立法會工商事務委員會資料文件 特區政府在內地及台灣辦事處工作報告 （页面存档备份，存于）
- 立法會 CB(1)173/18-19(05)號文件 立法會工商事務委員會 有關香港駐海外經濟貿易辦事處及香港特別行政區政府在內地及台灣辦事處的工作的最新背景資料簡介 （页面存档备份，存于）